# Захаров, Евгений Григорьевич
Евгений Григорьевич Захаров (род. 1 октября 1939 года, дер. Ляды, Мосальский район, Калужская область, РСФСР, СССР) — советский и российский художник, народный художник Российской Федерации (2008).

## Биография
Родился 1 октября 1939 года в деревне Ляды Калужской области.
В 1951 году семья переехала в Сергиев Посад, где в дальнейшем живёт и работает
С 1951 года — занимался рисованием в Доме пионеров Сергиева Посада, студии изобразительного искусства при Дворце культуры у Л. И. Кузовкина.
В 1965 году — окончил в МВХПУ (Строгановское) у С. В. Герасимова, Д. К. Тегина, Н. Х. Максимова, Ф. Ф. Волошко; дипломная работа — проект мозаичного убранства портала гостиницы «России» (рук. Ф. Ф. Волошко).
С 1965 по 1996 годы — художник Загорских художественно-производственных мастерских.
С 1994 года — профессор Московского государственного областного университета (сейчас — Государственный университет просвещения).
С 1974 года — член Союза художников СССР и России.
С 1990 по 1994 годы — член правления Московского Союза художников.
С 1999 года — описную комиссию Всероссийской творческой организации «Союз художников России».
С 1994 по 2004 годы — член правления СПО «СХР».

## Творческая деятельность
Работает в технике масляной живописи. Излюбленным жанром является пейзаж-настроение, в котором отдаёт предпочтение видам Сергиева Посада, представленного в различных временных состояниях.
Автор росписи на тему «Искусство» для Дворца культуры энергетиков (темпера, 1970 год, посёлок Яйва, Пермская область, совместно с Л. П. Захаровой).

## Награды
- Народный художник Российской Федерации (2008)
- Заслуженный художник Российской Федерации (2002)[1]